# Непрерывное медицинское образование
Непрерывное медицинское образование (НМО, англ. Continuing medical education (CME)) — особая форма непрерывного образования, представляющая собой образовательный процесс, с помощью которого медицинские работники постоянно (ежедневно) обновляют свои знания и практические навыки. Начинается после завершения обязательной последипломной подготовки.

## История
Непрерывное медицинское образование в той или иной форме существует с начала осуществления институционализированного медицинского обучения (медицинское обучение, связанное с медицинскими колледжами и учебными госпиталями). Практикующие врачи продолжали своё обучение, встречаясь с коллегами для обсуждения сложных случаев заболеваний, новых опубликованных медицинских статей, что первоначально и составляло непрерывный опыт обучения.

### В США и Канаде
В США период с 1950-х по 1980-е годы непрерывное медицинское образование в значительной степени финансировалась фармацевтической промышленностью. По мнению критиков, производители лекарств и устройств часто используют своё финансовое спонсорство, чтобы склонить специалистов проходящих непрерывное медицинское образование к маркетингу собственной продукции. Обеспокоенность по поводу преднамеренной или непреднамеренной предвзятости привела к усилению проверки источников финансирования программ и созданию сертификационных агентств, таких как Общество академического непрерывного медицинского образования, которое является зонтичной организацией, представляющей медицинские ассоциации и органы академической медицины из США, Канады, Великобритании и Европы.
В США многие штаты требуют от медицинских работников НМО для сохранения их лицензий. НМО для врачей регулируется Советом по аккредитации непрерывного медицинского образования (ACCME) и Американской остеопатической ассоциацией (AOA).
В Канаде каждая провинция требует документ о текущем НМО для лицензирования деятельности. Сертификацию проводят Королевский колледж врачей и хирургов Канады (RCPSC) и Колледж семейных врачей Канады (CFPC).
В целом мероприятия по непрерывному медицинскому образованию разрабатываются и осуществляются различными организациями, в том числе:
- Профессиональные ассоциации и объединения;
- Агентства медицинского образования;
- Больницы;
- Учебные заведения, в том числе университеты, медицинские школы и школы медсестёр;
- Провайдеры непрерывного образования для медсестёр на дому.

Эти мероприятия могут осуществляться в виде прямых трансляций, письменных публикаций, онлайн-программ, аудио-, видео- или других электронных средств. Контент для этих программ разрабатывается, проверяется и предоставляется преподавателями, которые являются экспертами в своих индивидуальных клинических областях.
В 2008 году Национальная комиссия по сертификации специалистов по НМО учредила профессиональную сертификацию, которая проводится на основе стандартизированного экзамена и даёт сертификат специалиста НМО (CCMEP).

### В Германии
В 1901 году в Пруссии был создан центральный комитет по непрерывному медицинскому образованию, который предлагал непрерывное бесплатное образование для врачей по всей стране. К 1926 году во всех землях Германии были созданы государственные комитеты по непрерывному медицинскому образованию. Для координации этой деятельности на уровне Рейха ещё в 1908 году был создан Рейхский комитет по непрерывному медицинскому образованию. В 1935 году регулярное участие в мероприятиях по повышению квалификации стало обязательным. С падением национал-социализма в 1945 году установленная законом обязательная дополнительная подготовка врачей была отменена. В 1964 году она была повторно введена на территории ГДР.
В 1999 году 102-я Немецкая медицинская ассоциация приняла решение о введении единого свидетельства о непрерывном образовании по всей Германии. Обязанность врачей проходить регулярное повышение квалификации была принята в 2004 году.

### В России
В России в современном виде непрерывное медицинское образование начало активно развиваться с 2011 года после изменения государственного регулирования права на осуществление медицинской и фармацевтической деятельности. До этого момента существовали различные программы дополнительного и послевузовского профессионального медицинского образования в различных учебных заведениях. Крупнейшим федеральным центром данного направления является Российская медицинская академия непрерывного профессионального образования, начавшая деятельность ещё в СССР в 1930 году.
После принятия поправок к Федеральному закону от 21 ноября 2011 года № 323-ФЗ «Об основах охраны здоровья граждан в Российской Федерации», в период с 1 января 2016 года по 31 декабря 2020 года процедура сертификации поэтапно сменялась процедурой периодической аккредитации специалистов. Первый этап периодической аккредитации предусматривает оценку отчёта за последние пять лет о профессиональной деятельности аккредитуемого, включающего сведения об индивидуальных профессиональных достижениях, сведения об освоении программ повышения квалификации, обеспечивающих непрерывное совершенствование профессиональных навыков и расширение квалификации.
В соответствии с Концепцией развития непрерывного медицинского и фармацевтического образования в России на период до 2021 года, утверждённой приказом Минздрава России от 21 ноября 2017 года № 926, непрерывное медицинское и фармацевтическое образование должно осуществляться в трёх направлениях:
- освоение образовательных программ в организациях, осуществляющих образовательную деятельность (формальное образование);
- обучение в рамках деятельности профессиональных некоммерческих организаций (неформальное образование);
- индивидуальную познавательную деятельность (самообразование).

Инициированный Минздравом России в 2017 году переход на новую систему НМО предполагает, что за пять лет аккредитуемому специалисту нужно набрать 250 часов — баллов, кредитов, зачётных единиц (ЗЕТ), при этом каждый год нужно получать не менее 50 баллов.
В 2016 году основным инструментом управления образовательной активностью и учёта её результатов стал Портал непрерывного медицинского и фармацевтического образования Минздрава России (edu.rosminzdrav.ru).
Также совершенствованием системы непрерывного образования медицинских работников (изменением методологии, содержания и процедур системы непрерывного медицинского образования, системы аккредитации врачей и аттестации на присвоение категории) занималась Национальная медицинская палата.
В 2018 году при поддержке Агентства стратегических инициатив был создан Портал непрерывного медицинского образования NMO.ru, представляющий собой агрегатор профессионального медицинского образования, на котором собираются курсы для более чем 100 специальностей среднего и высшего медицинского персонала.
В 2019 году эксперты Общероссийского народного фронта обратились в Правительство РФ с предложением ускорить создание законодательных актов, регулирующих систему НМО.